# Mateusz Gościński
Mateusz Gościński (* 23. Juli 1997 in Toruń) ist ein polnischer Eishockeyspieler, der seit 2017 beim GKS Tychy in der Polska Hokej Liga unter Vertrag steht.

## Karriere

### Club
Mateusz Gościński begann seine Karriere als Eishockeyspieler bei Sokoly Toruń in seiner Geburtsstadt. Nachdem er 2012/13 für den THK Toruń in der litauischen U17-Liga gespielt hatte, wechselte er in das Team der polnischen Nachwuchsakademie, für das er zunächst in der zweitklassigen I liga und ab 2015 auch in der Ekstraliga (heute Polska Hokej Liga) auf dem Eis stand. Von 2014 bis 2016 spielte er daneben auch wieder in seiner Heimatstadt und wurde in der Relegation der Saison 2015/16 auch erstmals vom KS Toruń in der Ekstraliga eingesetzt. Trotz des Klassenerhalts wechselte er zum Neuling PKH Gdańsk. Mit der U20 des Klubs von der Ostseeküste wurde er 2017 polnischer U20-Meister. Anschließend verließ er Danzig, um sich dem GKS Tychy anzuschließen, für den er seither spielt. Mit den Schlesiern wurde er 2018, 2019 und 2020 Polnischer Meister und 2018 auch Pokalsieger.

### International
Für Polen nahm Gościński im Juniorenbereich an den U18-Weltmeisterschaften der Division I 2014 und der Division II 2015 sowie den U20-Weltmeisterschaften der Division I 2015, 2016 und 2017 teil.
Im Seniorenbereich stand er erstmals bei der Weltmeisterschaft 2019 in der Division I im Aufgebot seines Landes. Dort spielte er auch bei der Weltmeisterschaft 2022.

## Erfolge
- 2017 Polnischer U20-Meister mit dem PKH Gdańsk
- 2018 Polnischer Meister und Polnischer Pokalsieger mit dem GKS Tychy
- 2019 Polnischer mit dem GKS Tychy
- 2020 Polnischer Meister mit dem GKS Tychy
- 2022 Aufstieg in die Division I, Gruppe A, bei der Weltmeisterschaft der Division I, Gruppe B

## Ekstraliga/PHL-Statistik
(Stand: Ende der Spielzeit 2022/23)